# Carebaricus
Carebaricus is een vliegengeslacht uit de familie van de roofvliegen (Asilidae).

## Soorten
- C. rionegrensis Lamas, 1971